# Villada (Argentina)
Villada é uma comuna do Departamento Caseros, Província de Santa Fé, Argentina, a 93 km de Rosário e 239 km de Santa Fé, a capital provincial.

## Santo Padroeiro
- São Carlos Borromeu, festividades em 4 de novembro.

## Criação da Comuna
- 22 de março de 1909.

## Pontos Turísticos
- Colonia Van Zuylen
- La Pampa
- Los Prados

## TVà cabo
- CABLE VISIÓN, San Martín 678

## Clubes
- Club Racing S. D.
- Laprida y Belgrano